# Савва (Инцкирвели)
Епи́скоп Са́вва (груз. ეპისკოპოსი საბა, в миру Лаша Андреевич Инцкирвели, груз. ლაშა ანდრიას ძე ინწკირველი; род. 22 июня 1981, деревня Вакиджвари, Озургетский муниципалитет) — архиерей Грузинской православной церкви, епископ Северо-Американский.

## Биография
Родился 22 июня 1981 года в Махарадзевском районе Грузинской ССР в семье инженера Андро Инцкирвели и Лии Кутидзе.
4 апреля 1993 года протоиерей Василий Киквадзе крестил его в кафедральном соборе Рождества Пресвятой Богородицы в Шемохмеди Озургетского муниципалитета. Протоиерей Василий (впоследвие архимандрит Иоанн) стал его первым духовным наставником.
В 1996 году по благословению митрополита Шемокмедельского Иосифа (Киквадзе) поступил в Батумскую духовную семинарию им. Иоанна Богослова. В годы учёбы проявил склонность к монашеству и некоторое время прожил послушником в Монастыре Махера на Кипре.
В 2000 году, по выпуске из семинарии, по благословлению Католикоса-Патриарха Илии II и митрополита Батумского Димитрия (Шиолашвили), отправился продолжать своё образование в Сербию, где с 2001 по 2007 год учился на Богословском факультете Белградского университета.
В 2008 году возвратился в Грузию. Принял иночество с именем Георгий от митрополита Батумского Димитрия (Шиолашвили) и был назначен секретарём Батумской епархии.
29 июня 2009 года принял монашество с именем Савва. 5 июля того же года был рукоположен во иеродиакона.
В октябре 2010 года по благословению Католикоса-Патриарха Илии II уехал служить в США.
26 октября 2010 года управляющим грузинскими приходами в Северной Америке митрополитом Батумским Димитрием был рукоположен во иеромонаха, став первым клириком Грузинской Церкви рукоположенным на Северо-Американском континенте. В тот же день назначен настоятелем монастыря святого Давида Строителя в Хэновере, штат Пенсильвания, в и грузинской церкви святого Георгия в Филадельфии, штат Пенсильвания.
22 мая 2011 года митрополитом Батумским Димитрием был возведён в сан игумена.
9 февраля 2013 года был возведён в сан архимандрита.
В марте 2013 года назначен настоятелем Богородице-Рождественского храма в Бруклине, Нью-Йорк.
13 октября 2013 года награждён посохом и мантией.
3 июня 2014 года был избран епископом новоучреждённой Северо-Американской епархии Грузинского патриархата.
22 июня того же года хиротонисан во епископа Северо-Американского. Хиротонию в кафедральном соборе Светицховели возглавил католикос-патриарх всея Грузии Илия II в сослужении членов Священного Синода Грузинской православной церкви.